# Кирьят-Бялик
Кирья́т-Бя́лик (ивр. קריית ביאליק‎) — город в Израиле в Хайфском округе.
Один из пригородов Хайфы, граничит с Кирьят-Моцкин на западе. Основан в 1934 году в долине Звулун к северо-востоку от Хайфы выходцами из Германии. В 1976 году получил статус города. Площадь — около 8,176 дунамов (817,6 га).
В городе имеются 38 детских садов, 6 начальных школ, 2 школы промежуточной ступени.
В промышленной зоне Кирьят-Бялика расположены более 600 предприятий.
Назван в честь поэта Хаима Нахмана Бялика.

## История
В окрестностях Кирьят-Бялика расположен заповедник Эйн-Афек (ивр. עין אפק‎), на территории которого был раскопан город бронзового века Афек. Также на этом месте были найдены документы, относящиеся к фараону Рамсесу III, XII век до нашей эры. Название Афек упоминалось в ассирийских клинописях времен Асархадона II. ТАНАХ относит Афек к колену Ашера.
Сохранились плотина, мельница, а также остатки крепости крестоносцев на реке Нааман.
Город Афек был заброшен из-за заболачивания.
Не путать с городом Афек рядом с Рош-ха-Аин.
В начале 1950-х годов здесь поселились репатрианты из Индии.

## Население
По данным Центрального статистического бюро Израиля, население на начало 2020 года составляло 40 231 человек.

## Города-побратимы
Кирьят-Бялик имеет побратимские отношения с городами:
- Глубокое, Белоруссия
- Исмаиллы, Азербайджан
- Радомско, Польша
- Рош-ха-Аин, Израиль
- Штеглиц-Целендорф, Германия
- Хемниц, Германия
- Закинтос, Греция
- Зестафони, Грузия